# Buffer de disco

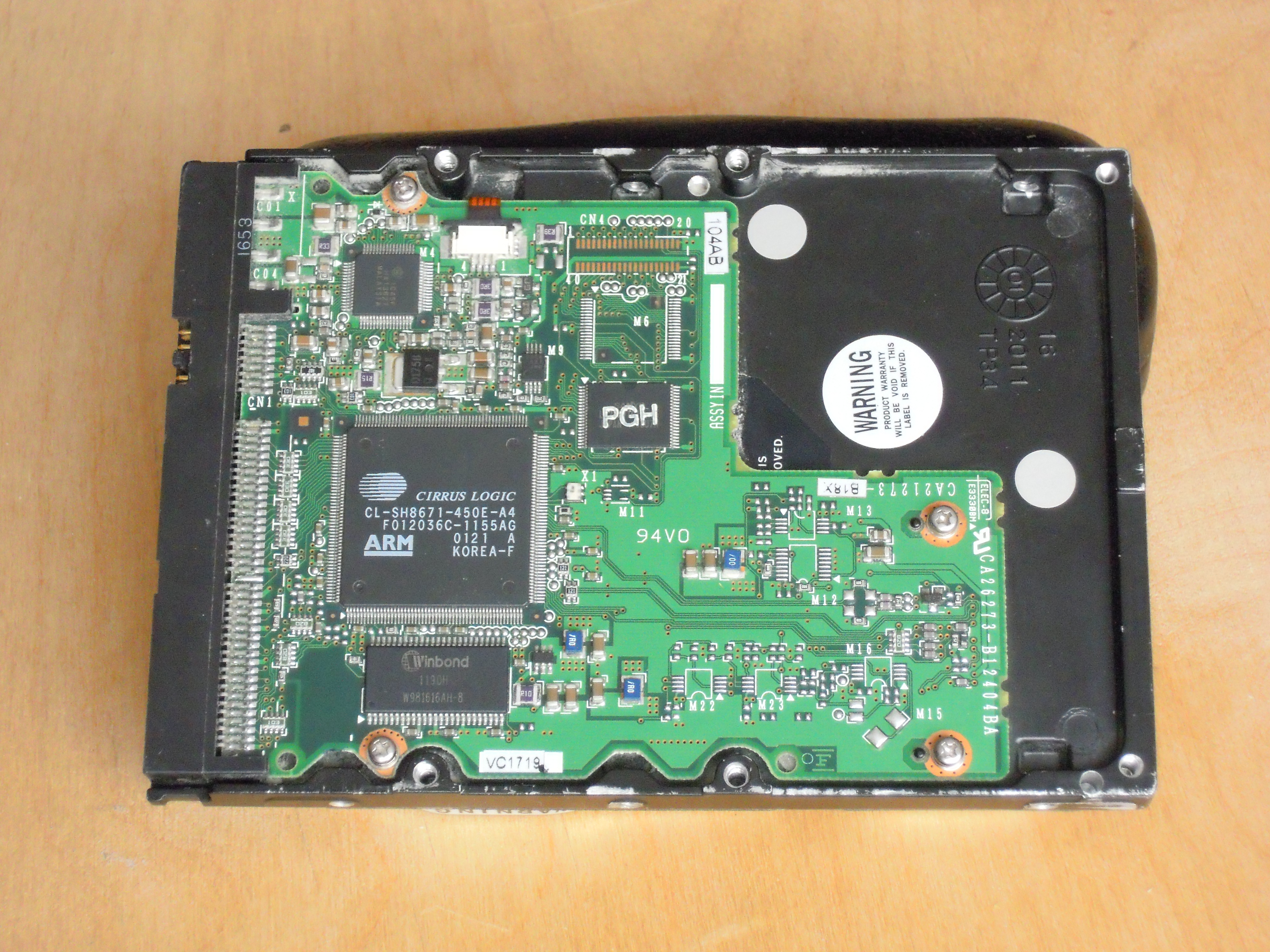
Nesta unidade de disco rígido, a placa controladora contém um circuito integrado de RAM usado para o buffer de disco.

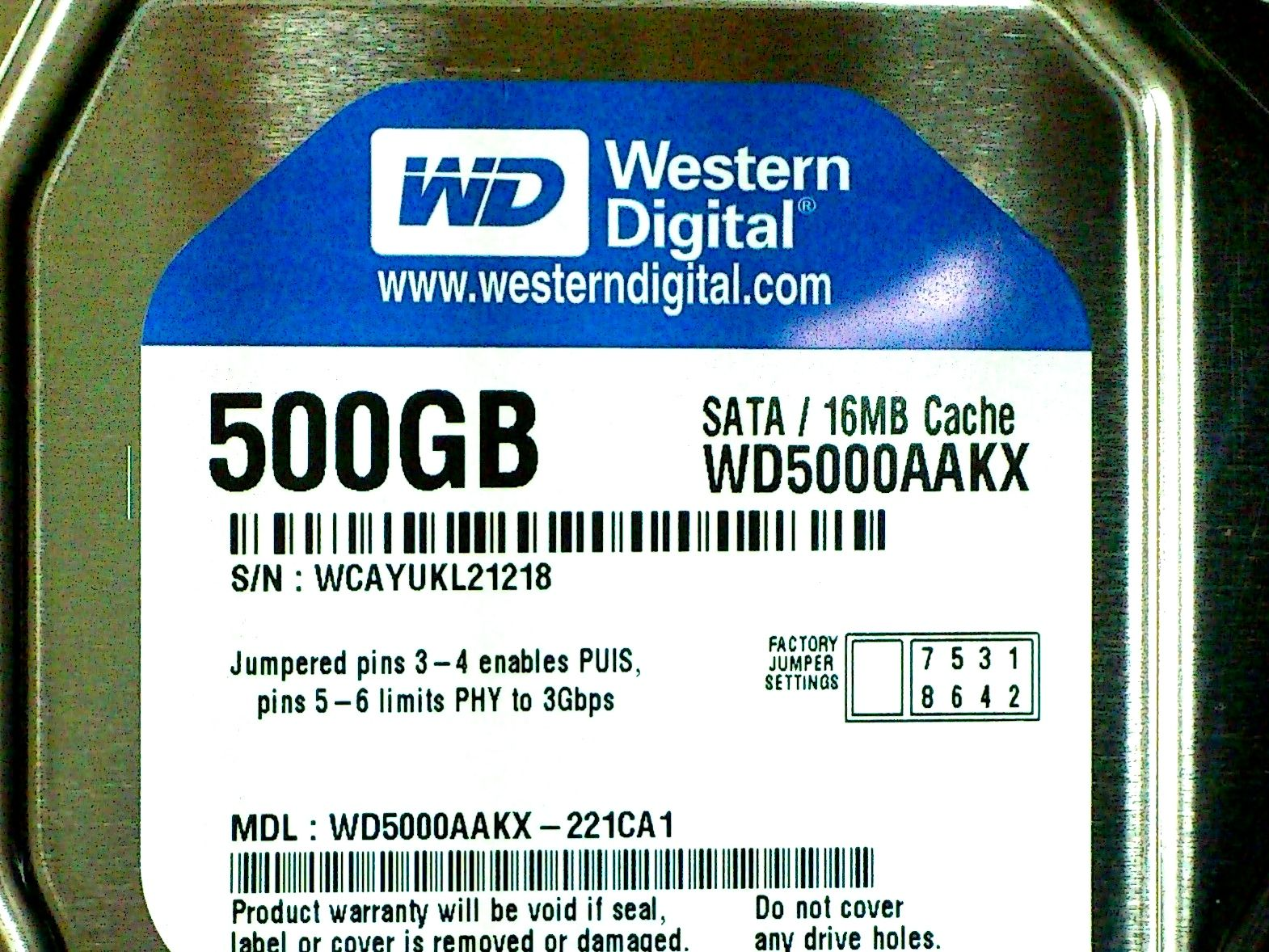
Uma unidade de disco rígido de 500 GB com um buffer de 16 MB

Em armazenamento de computadores, buffer de disco (geralmente chamado de cache de disco ou buffer de cache) é a memória incorporada em uma unidade de disco rígido (HDD) que atua como um buffer entre o restante do computador e o prato do disco rígido usado para armazenamento. As modernas unidades de disco rígido vêm com 8 a 256 MiB de memória, e as unidades de estado sólido vêm com até 4 GB de memória cache.
Desde o final dos anos 80, quase todos os discos vendidos incorporavam microcontroladores e uma interface ATA, Serial ATA, SCSI ou Fibre Channel. O circuito da unidade geralmente possui uma pequena quantidade de memória, usada para armazenar os dados que vão e vêm do/para os pratos do disco.
O buffer de disco é fisicamente distinto e é usado de maneira diferente do cache de página normalmente mantido pelo sistema operacional na memória principal do computador. O buffer do disco é controlado pelo microcontrolador na unidade de disco rígido e o cache de página é controlado pelo computador ao qual esse disco está conectado. O buffer de disco geralmente é bem pequeno, variando entre 8 e 256 MiB, e o cache de páginas é geralmente toda a memória principal não utilizada. Embora os dados no cache de página sejam reutilizados várias vezes, os dados no buffer do disco raramente são reutilizados. Nesse sentido, os termos cache de disco e buffer de cache são equívocos. A memória do controlador embarcado é mais adequadamente chamada de buffer de disco.
Observe que os controladores de matriz de disco, em oposição aos controladores de disco, geralmente têm memória cache normal de cerca de 0,5 a 8 GiB.